# Susanna Martinková
Susanna Martinková (* 19. August 1948 in Rijeka; gebürtig Zuzanne Blaskò Marinkovà) ist eine kroatische Schauspielerin, die vorwiegend in italienischen Filmproduktionen auftritt.
Zuzanne wurde als Tochter einer wohlhabenden kroatischen Familie geboren. Bereits im Kindesalter von drei Jahren posierte sie für Werbeaufnahmen, entschied sich so bereits frühzeitig für eine künstlerische Laufbahn und debütierte Anfang der 1960er Jahre beim Film. In der Rolle der jugendlichen Hanka debütierte sie 1962 in dem ein Jahr später uraufgeführten tschechoslowakischen Spielfilm Diese Mannsbilder (Letos v září) unter der Regie von František Daniel. Weitere Filmaufgaben schlossen sich an, wie beispielsweise der Italowestern Django, der Bastard (1967) an der Seite ihres späteren Ehemannes Gianni Garko oder die Filmbiografie Stoßtrupp ins Jenseits (1968), der die letzten Lebenstage des Revolutionsführers Che Guevara thematisierte. In den 1970er Jahren trat sie häufig in italienischen B-Filmen auf, bis sich die Schauspielerin 1999 ins Privatleben zurückzog.
Susanna Martinková war von 1973 bis 1986 mit dem Schauspieler Gianni Garko verheiratet.

## Filmografie (Auswahl)
- 1963: Diese Mannsbilder (Letos v září)
- 1964: Kdyby tisíc klarinetů
- 1966: Wer will Jessie umbringen? (Kdo chce zabít Jessii?)
- 1967: Django – der Bastard (Per 100.000 dollari t'ammazzo)
- 1968: Il ragazzo che sorride
- 1968: Stoßtrupp ins Jenseits (El 'Che' Guevara)
- 1969: Colpo rovente
- 1969: Die Klette (Un detective)
- 1970: La ragazza del prete
- 1975: Prete, fai un miracolo
- 1976: Contronatura
- 1976: La principessa sul pisello
- 1977: Il signor Ministro li pretese tutti e subito
- 1979: Ein seltsames Spiel (La giacca verde)
- 1981: Il ladrone
- 1983: Geheimkommando C.I.A. (Notturno)
- 1985: Zwei Vollidioten schlagen zu (Fracchia contro Dracula)
- 1987: Ein Kind mit Namen Jesus (Un bambino di nome Gesù)
- 1987: Distant Lights – Unheimliche Begegnung mit dem Jenseits (Luci lontane)
- 1989: Ghosthouse 4 – Haus der Hexen (La casa del sortilegio) (Fernsehfilm)
- 1990: Il ritorno del grande amico
- 1998: Rivers of Babylon
- 1998: Frivole Lola (Monella)
- 1999: Kettensägen Zombies